# Toshiaki Imamura
Toshiaki Imamura (japanisch 今村 俊明 Imamura Toshiaki; * 11. Mai 1962 in Okaya) ist ein ehemaliger japanischer Eisschnellläufer.

## Werdegang
Imamura wurde im Jahr 1980 japanischer Juniorenmeister im Kleinen Vierkampf und im Jahr 1985 japanischer Meister im Großen Vierkampf. International trat er erstmals bei den Juniorenweltmeisterschaften 1980 in Assen in Erscheinung, wobei er den 28. Platz im Kleinen Vierkampf errang. In der Saison 1983/84 belegte er bei der Mehrkampfweltmeisterschaft 1984 in Göteborg den 21. Platz im Großen Vierkampf und bei den Olympischen Winterspielen 1984 in Sarajevo den 26. Platz über 5000 m sowie den 23. Rang über 10.000 m. Im folgenden Jahr kam er bei der Mehrkampfweltmeisterschaft in Hamar auf den 25. Platz im Großen Vierkampf. In der Saison 1985/86 nahm er in Trondheim am Eisschnelllauf-Weltcup teil, wobei er den 19. Platz über 1500 m sowie den 11. Platz über 5000 m errang und startete bei den Winter-Asienspielen 1986 in Sapporo letztmals international. Dabei gewann er die Silbermedaille über 10.000 m.

## Erfolge

### Olympische Spiele
- 1984 Sarajevo: 23. Platz 10.000 m, 26. Platz 5000 m

### Mehrkampf-Weltmeisterschaften
- 1984 Göteborg: 21. Platz Großer Vierkampf
- 1985 Hamar: 25. Platz Großer Vierkampf

### Winter-Asienspiele
- 1986 Sapporo: 2. Platz 10.000 m

## Persönliche Bestleistungen
| Disziplin | Zeit         | Datum             | Ort       |
| --------- | ------------ | ----------------- | --------- |
| 500 m     | 39,39 s      | 24. März 1982     | Alma Ata  |
| 1000 m    | 1:19,07 min  | 17. Januar 1986   | Karuizawa |
| 1500 m    | 1:58,60 min  | 9. November 1984  | Inzell    |
| 3000 m    | 4:14,11 min  | 17. Dezember 1981 | Matsumoto |
| 5000 m    | 7:06,87 min  | 23. Februar 1985  | Inzell    |
| 10.000 m  | 14:57,39 min | 22. Dezember 1983 | Nikkō     |